# Objetivo: matar
Objetivo: matar (Quel pomeriggio maledetto en su título italiano) es un largometraje de producción española e italiana, estrenado en 
Italia el 30 de noviembre de 1977 y en España el 5 de mayo de 1978.
Fue dirigida por el italiano Mario Siciliano, acreditado como Marlon Sirko, y producida por parte española por Julio Pérez Tabernero Producciones Cinematográficas.

## Argumento
Harry Chapman (Lee Van Cleef) es detenido tras robar la recaudación de un canódromo por la traición de su socio y encarcelado. 
Chapman es liberado a cambio de trabajar como asesino profesional para una organización; su último encargo, el cual le es notificado por un travestido en un local nocturno, le permitirá reencontrarse con Krista (Carmen Cervera), su ambiciosa y traicionera exesposa. La organización desconfía de Harry, por lo que envía tras él a Luc (Alberto Dell'Acqua), un asesino más joven, deseoso de retarlo. Harry escapa a una trampa tendida por Luc, quien debe enfrentarse al travestido y a dos compañeros de este. Harry contacta a su llegada con Benny, un antiguo compañero en el ejército, quien le advierte de la llegada de Luc.

## Reparto
- Lee Van Cleef ... Harry Chapman
- Carmen Cervera ...	Krista
- John Ireland ... Benny
- Alberto Dell'Acqua (como Robert Widmark) ... Luc
- Karin Well ... Liz
- Fernando Sancho ... Traficante de armas
- Aldo Bufi Landi ... Jack
- Diana Polakov ... Liv, la modelo
- Paolo de Manincor ... Mandy
- Fabián López Tapia
- Jean-Pierre Clarain
- Franco Caracciolo ... Travestido

## Banda sonora
La banda sonora está compuesta por el italiano Stelvio Cipriani; en una de las escenas suena  la composición para la película romántica Anónimo veneciano, obra del propio Cipriani.